# Gibraltar (Wenezuela)
Gibraltar – miejscowość w północno-zachodniej Wenezueli, w stanie Zulia, w gminie Sucre, położona na południowym wybrzeżu jeziora Maracaibo. W 1990 roku liczyła 432 mieszkańców.
Założona w 1592 roku pod nazwą San Antonio de Gibraltar przez Gonzalo Piñę Ludueñę, który z urodzenia był gibraltarczykiem. Dokonał on tego na polecenie rady miasta Mérida, położonego w głębi lądu, dla którego nowa osada miała pełnić funkcję portu morskiego. W 1667 roku miasto, liczące wówczas około 1500 mieszkańców, zostało złupione przez grupę francuskich bukanierów, którymi dowodził François l’Olonnais. W najeździe uczestniczyło około 380 piratów, którzy wyruszyli z Tortugi i Haiti. Miasta broniło 400 hiszpańskich żołnierzy oraz 400 cywilnych ochotników. Wcześniej podczas tej samej wyprawy łupem piratów padło także pobliskie Maracaibo. W 1669 roku oba miasta zostały splądrowane przez bandę angielskich i francuskich piratów pod dowództwem Henry′ego Morgana i po raz kolejny w 1678 roku przez bukanierów z Tortugi na czele z Michelem de Grammont.
Gospodarka opiera się na uprawie kakaowca i trzciny cukrowej.